# 9 Gwardyjski Korpus Pancerny (ZSRR)
9 Humański Gwardyjski Korpus Pancerny odznaczony Orderem Lenina, Czerwonego Sztandaru i Kutuzowa (ros. 9-й гвардейский танковый Уманский ордена Ленина, Краснознамённый, ордена Суворова корпус) – jednostka pancerna Armii Czerwonej z okresu II wojny światowej.
9 Gwardyjski Korpus Pancerny został utworzony 20 listopada 1944 przez przemianowanie 3 Korpusu Pancernego
W czasie działań bojowych prowadzonych na ziemiach polskich przeciw armii niemieckiej przyczynił się do zakończenia okupacji niemieckiej, uczestnicząc w walkach które doprowadziły do zdobycia: Bydgoszczy, Gostynina, Mszczonowa, Nakła nad Notecią, Włocławka i Żyrardowa. 
Następnie jego szlak bojowy prowadził przez terytoria rządzone przez reżim III Rzeszy: Königsberg in der Neumark, Cammin in Pommern, Pyritz, Wollin i Bernau, a zakończył się w rejonie Poczdamu. Zarówno w czasie działań bojowych na ziemiach polskich jak i na terytorium III Rzeszy 9 Gwardyjski Korpus Pancerny wchodził w skład 2 Gwardyjskiej Armii Pancernej.

## Dowództwo korpusu
Dowódca:
- gen. mjr Nikołaj Wiedieniejew (20.11.1944 - 10.06.1945)

Szef sztabu:
- płk Konstantin Szweczow (20.11.1944 - 10.06.1945)[1]ok

## Struktura organizacyjna
- 47 Gwardyjska Brygada Pancerna, dowódca płk Mikołaj Koryłow[6]
- 50 Gwardyjska Brygada Pancerna, dowódca płk Józef Czeriapkin[7]
- 65 Gwardyjska Brygada Pancerna, dowódca płk Iwan Potapow[8]
- 33 Gwardyjska Brygada Piechoty Zmotoryzowanej[9][1]